# Y Caeli
Z Caeli är en långsam irreguljär variabel av LB-typ (LB)i stjärnbilden Gravstickeln. 
Z Caeli varierar mellan visuell magnitud +8,74 och 8,86 utan någon fastställd periodicitet.